# Vancouver FC
Vancouver FC is een Canadese voetbalclub uit Langley, een gemeente in de agglomeratie van Vancouver in Brits-Columbia. De club is opgericht op 2 november 2022 en zal vanaf 2023 uitkomen in de Canadian Premier League.
De club speelt haar thuiswedstrijden in het Willoughby Community Park en heeft voormalig Canadees profvoetballer Rob Friend als voorzitter. De clubkleuren zijn zwart, grijs en rood.

## Resultaten
In het seizoen 2023 zal Vancouver FC voor het eerst aantreden in de Canadian Premier League.
| 2023 | CPL | 7e | 29 | Niet gekwalificeerd | – | Voorronde | – |